# 全景相机

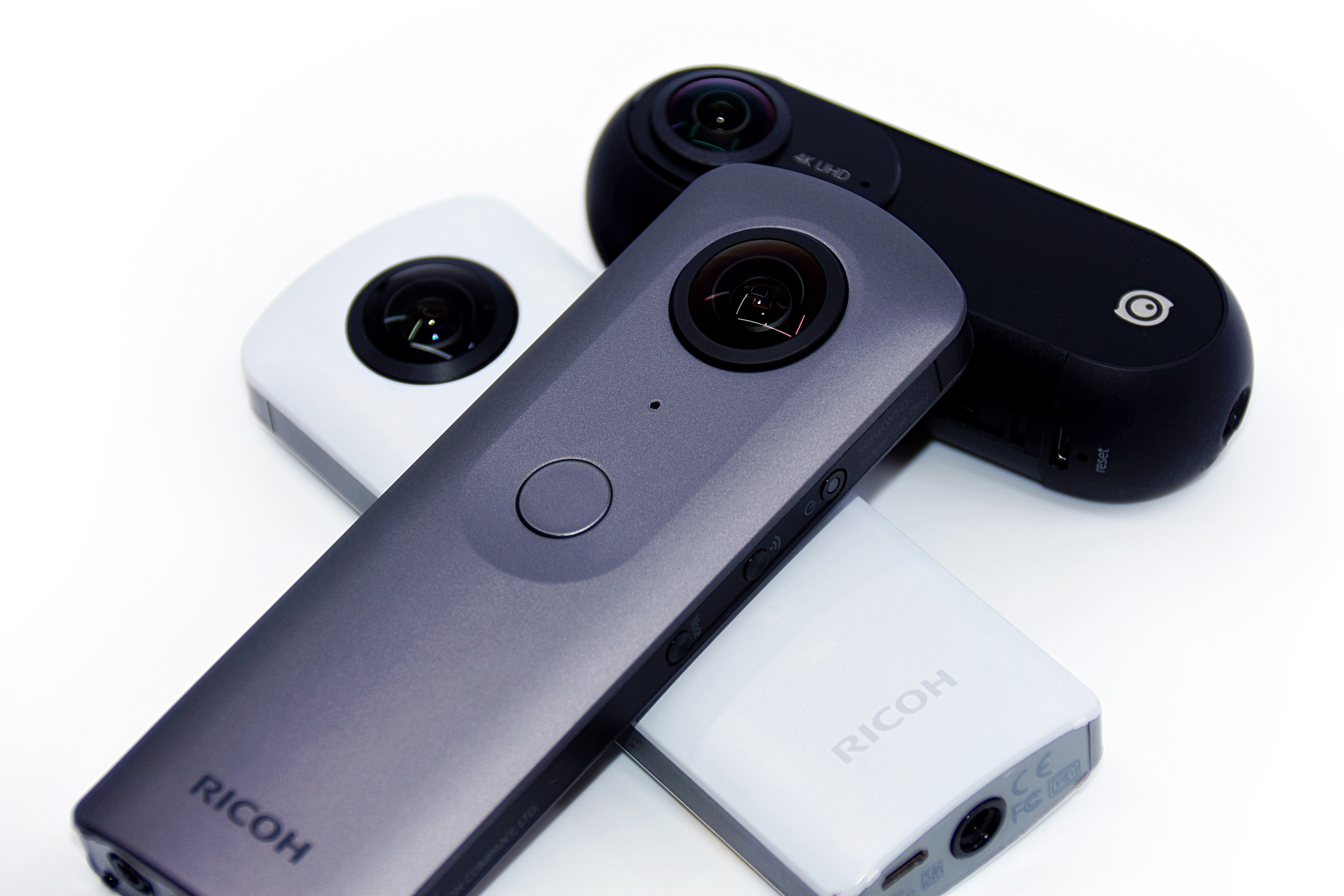
消费电子产品领域的全景相机，图中展示的是Insta360与理光THETA的产品

全景相机是一种成像视角可以覆盖整个球面或者至少可以覆盖水平面上环形视野的相机。目前常见于消費電子產品与部分科学领域，全景相机也被称作全向照相机（英語：omnidirectional camera，词前缀“omni-”意为“全部”；此称谓常用于计算机图形领域），或360度相机（英語：360-degree camera）。
全景相机在需要广视野的场景非常重要，比如全景摄影与机器人学两个领域。

## 概述

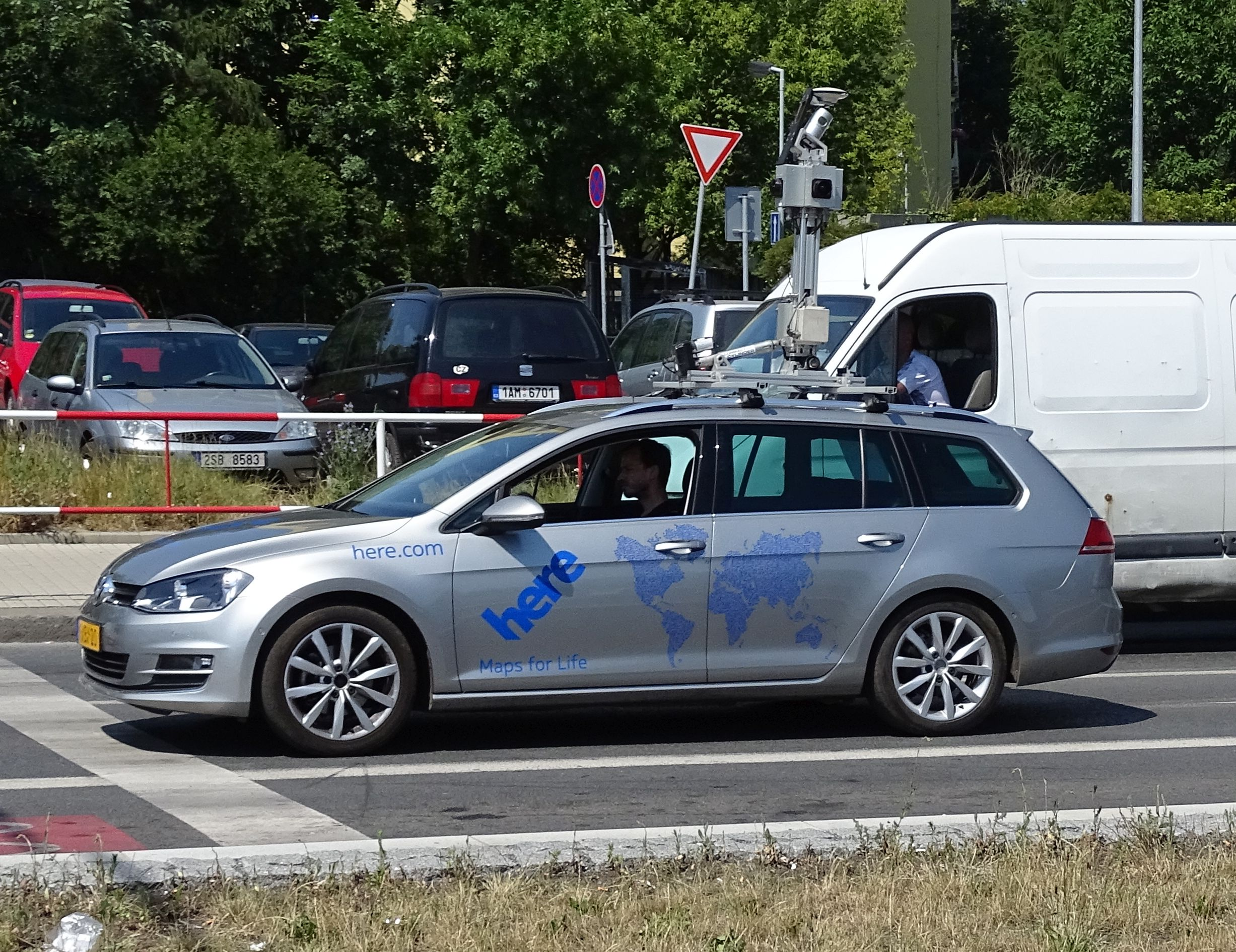
地图服务商Here的街景图的拍摄车，车顶支起了一个全景相机。

一台照相机的视场角通常从几度到最多180度不等。这意味着相机最多只能捕捉到通过焦点覆盖一个半球范围的光线，而一个全景相机则能捕捉到从各个方向落在焦点上的光线，覆盖整个半球。相比之下，理想的全景相机可以捕捉到从各个方向落入焦点的光线，范围覆盖整个球面。但实际上，大多数全景相机只包含接近一个球面的画面，许多被称为全景相机的相机画面只覆盖了大约一个半球，或者是沿球面赤道的360°范围，但不包括球面的顶部和底部的画面。在它们覆盖整个球面的情况下，所拍摄的光线并不完全交汇在一个焦点上。
目前有多种技术应用于360全景图像的生成。

### 双鱼眼镜头
常见的消费数码产品即使用此类技术。

带两个镜头的360度相机大概是最常见的类型，因为两个镜头互相对着，它们可以容纳一个完整的360度范围的画面。一个摄像头拍摄的照片和视频的角度刚好超过180度，例如220度。然后使用软件将这些照片和视频转换成360度的对象。问题往往是由拼接错误引起的。这意味着不正确的图像组合可导致难以去除或无法去除的不干净的切边。

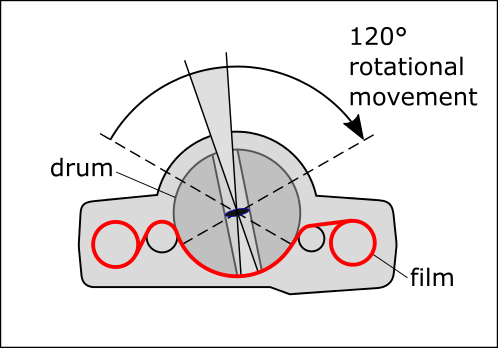
泽尼特 Horizon 202型相机工作示意图，红色的是胶卷底片。

### 单镜头（鱼眼镜头）
这类型号的全景相机常搭配鱼眼镜头。镜头会弯曲拍摄角度，以较大的半径拍摄选定的主体。使用这种技术不可能拍摄出完整的360度图像，因为镜头后面总是有一个死角。

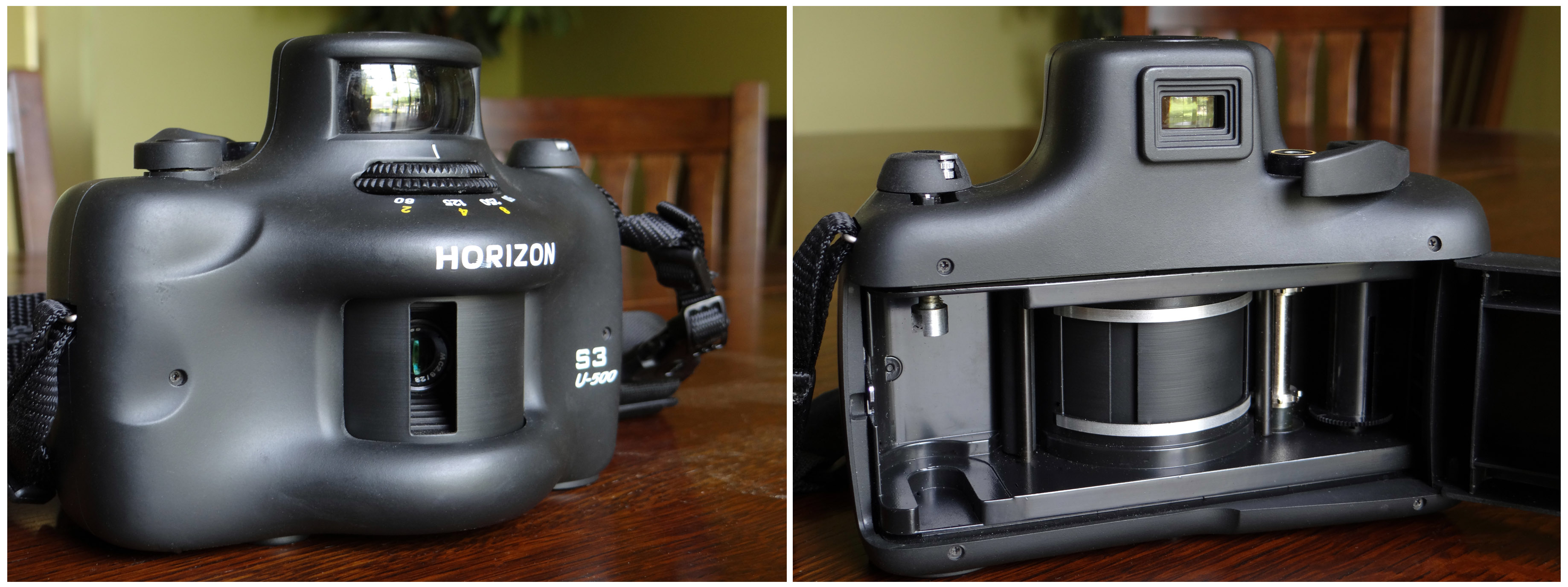
使用旋转镜头的泽尼特Horizon S3 U-500相机

### 旋转镜头
在大众还在普遍使用胶卷相机的时候，有时人们会使用旋转狭缝镜头相机拍摄全景图。典型的有泽尼特的Horizon系列相机。短旋转、旋转镜头和摇摆镜头相机的镜头围绕相机镜头的后节点旋转，并在弯曲的底片平面成像。通常情况下，这些相机拍摄的视场角在110°到140°之间，宽高比为2:1到4:1。所产生的图像在负片上所占的空间是标准24 mm x 36 mm35 mm画幅的1.5至3倍。

### 多镜头
根据不同的应用，制造商使用两个以上的相机镜头来产生图像。最早的相机之一是投掷式照相机，Panono。它有36个摄像头，如果摄像头被抛向空中，它们会在最高点同时触发。另外Insta360的几款商用全景相机至少配备了6个镜头。相机中安装的镜头越多，软件就越难将各个独立的图像组合在一起。不过，如果拼接得好，可能出现的拼接问题就会减少。

### 相机框架
相机支架主要用于连接6个传统的运动相机。GoPro生产了最早的一批相机支架。相机支架有不同的版本，可以连接多个单机。摄像机放置在专用框架这个立方体中，拍摄周围各个方向的环境。

### 基于图像拼接
如果将几个普通相机组合在一个网络中，人们就会称其为“基于马赛克的相机”，即基于图像拼接的相机。这些相机中的每一台都记录了环境中的一个小区域。然后，各个图像就像马赛克石一样被连接在一起，形成一个全方位的整体图像。使用的相机数量取决于所使用镜头的焦距。焦距越小，视角越大，所需摄像机数量越少。

## 应用

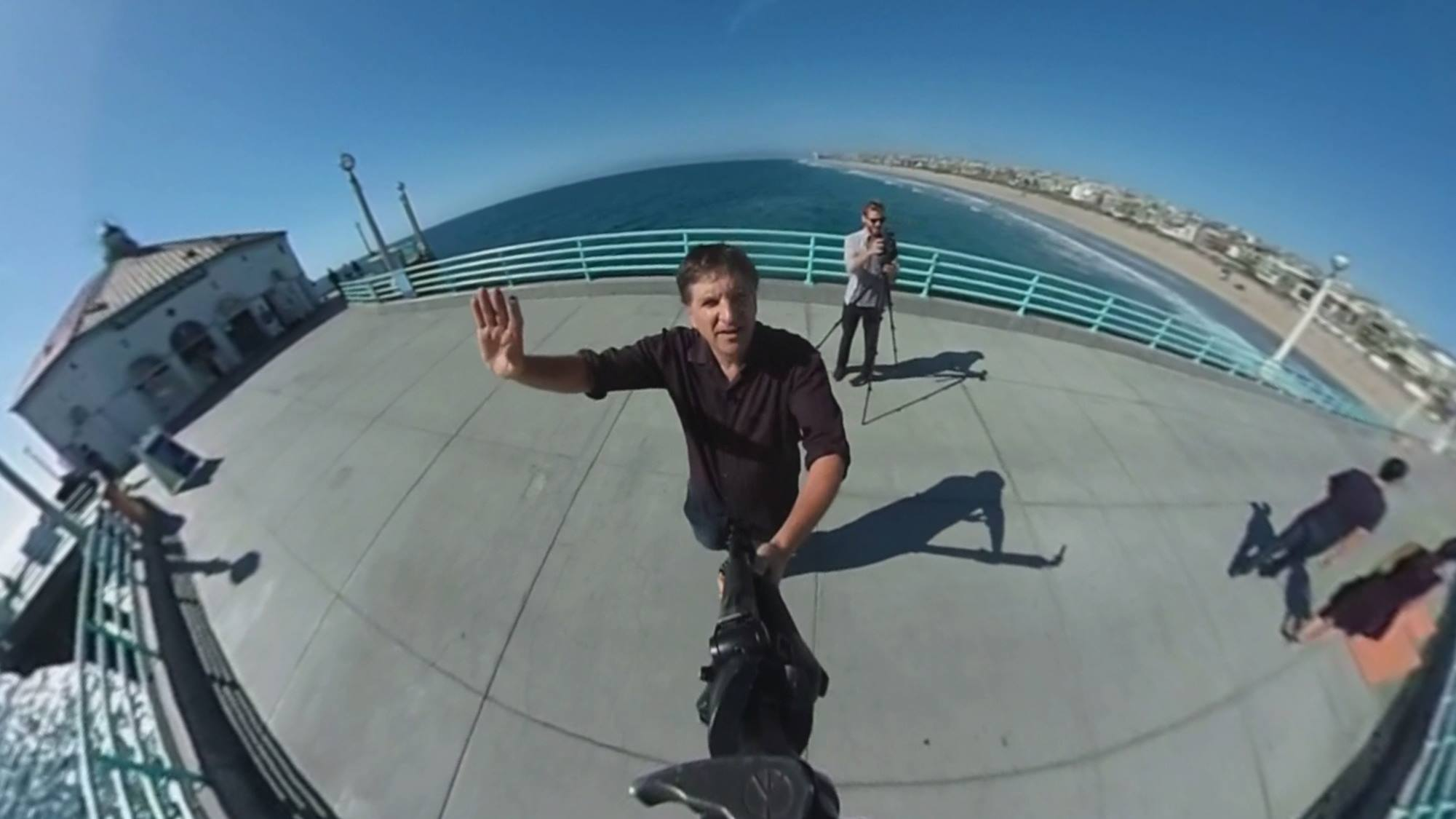
使用全景相机拍摄的自拍照片

右：一种具有两个镜面的全向摄像机的示意图：

1. 摄像头  2. 上镜面

3. 下镜面  4. 成像中心黑点

### 全景艺术
传统的全景摄影方法主要是将分别拍摄的照片拼接成一个单一的连续图像。然而，图像的拼接需要耗费大量的计算量（例如使用RANSAC迭代算法，常用于解决图像匹配问题），而且根据所使用的镜头的质量和一致性，所得到的图像可能会存在一些缺陷，从而影响到所拍摄图像的质量。相比之下，全景相机可以用来实时创建全景艺术作品，不需要进行后期处理，并且产出图片通常质量更好。
2015年，Facebook开始推出全景视频，用户可以以360度视角范围内以任意相机角度和有限的上下倾斜角查看视频。

### 机器人学与计算机视觉
在机器人学领域中，全景相机常用做视觉里程计，并以视觉方法解决同时定位与地图构建（SLAM）问题。

### 视频直播
全景相机多次应用于新闻报道等直播等领域。2015年之后，有多个全景相机制造商向中国大陆的媒体记者提供了可用于新闻直播的全景相机，以报导全国人民代表大会与人民政治协商会议期间的新闻现场。也有些新闻记者使用多个GoPro相机自行搭建了全景相机。SpaceVR曾把全景相机送上了国际空间站。另外在体育以及其他娱乐直播领域也有广泛应用。

### 其他
有不少人尝试过把全景相机固定在民用四旋翼无人机上，在空中拍摄全景画面。
全景相机的应用还包括3D重建和监控，这时需要覆盖尽可能大的视野。微软RoundTable于2007年推出，设计用于视频会议，一个地点的所有参与者都可以在同一个画面中现身，不过两年后项目即被售出。

## 产品
全景相机的实现形式有很多种，包括两个相对的鱼眼镜头与配备30多个独立镜头的方案。 
曾有初创公司以全景相机的名義在众筹网站Kickstarter骗钱的案例。
截至2024年4月，正在生产全景相机的活跃企业有：
- 理光[22]
- Insta360[23]
- MADV疯景[24]
- Z-CAM[25]
- Vuze[26]
- Panono[27]
- 看到科技（Kandao）[28]
- Trisio [29]

由于面向消费者的全景相机产品正在不断地更新进步，专业产品线与消费类产品线的区别没有以前界限分明。